# 太田村 (福島県安達郡)
太田村（おおたむら）は福島県安達郡にあった村。現在の二本松市太田・上太田にあたる。

## 地理
- 河川：阿武隈川、小瀬川、口太川

## 歴史
- 1889年（明治22年）4月1日 - 町村制の施行により、上太田村、下太田村および外木幡村の一部が合併して発足。
- 1955年（昭和30年）1月1日 - 以下の変更により太田村廃止。
  - 大字上太田の一部が小浜町に編入。小浜町は新殿村・旭村と合併して岩代町となる。
  - 残部が木幡村・針道村・戸沢村と合併して東和村が発足。